# Tina Wiseman
Tina Wiseman, född 26 september 1965 i Honolulu på Hawaii, död 20 februari 2005 i Freeport i Bahamas, var en amerikansk skådespelare.